# Linum altaicum
Linum altaicum är en linväxtart. Linum altaicum ingår i släktet linsläktet, och familjen linväxter.

## Underarter
Arten delas in i följande underarter:
- L. a. altaicum
- L. a. atricalyx